# Trypetidomima lutea
Trypetidomima lutea är en tvåvingeart som beskrevs av Townsend 1935. Trypetidomima lutea ingår i släktet Trypetidomima och familjen gråsuggeflugor. Inga underarter finns listade i Catalogue of Life.